# Juliusz Ripper
Juliusz Franciszek Ripper (ur. 6 marca 1847 w Podgórzu, zm. 15 lipca 1914 w Wiedniu) – austro-węgierski wojskowy, pochodzący ze spolonizowanej rodziny przybyłej z Moraw, admirał Kaiserliche und Königliche Kriegsmarine, uznawany za jednego z najwybitniejszych w jej historii.

## Życiorys
Juliusz Ripper był synem Franciszka (zm. 1885) i jego pierwszej żony Apolonii ze Strużeckich (zm. 1848). Miał dwie rodzone i jedną przyrodnią siostrę oraz dwóch przyrodnich braci. Rodzina Ripperów przybyła do Krakowa z Moraw na początku XIX wieku i spolonizowała się. Silne w niej były tradycje służby wojskowej: stryj Juliusza, Karol, był pułkownikiem artylerii w armii austriackiej i zginął w bitwie pod Sadową, przyrodni brat Adam doszedł do rangi generała audytora.
Mając około osiem lat Juliusz Ripper został umieszczony w szkole kadetów z internatem w Łobzowie, skąd uciekł do szkoły morskiej w Fiume. Mając 14 lat został przyjęty jako kadet do piechoty marynarki w marcu 1861. W 1864 brał udział w działaniach morskich wojny duńskiej. W 1869 został promowany do stopnia Linienschiffsfähnricha (pierwszy stopień oficerski, czasem tłumaczony w literaturze jako chorąży), w 1878 Linienschiffslieutnanta II klasy (porucznika), dwa lata później Linienschiffslieutnanta I klasy (kapitana). Także w 1880 wyjechał do Wielkiej Brytanii na czele komisji odbiorczej dwu torpedowców budowanych w stoczni Yarrow.
Ukończył kurs oficerów torpedowych, zostając specjalistą w zakresie okrętów i broni torpedowej. W 1885 przeprowadził torpedowiec Nr XIV szlakiem wodnym Dunaju do Budapesztu, gdzie odbywała się Wystawa Krajowa. Po awansie do stopnia Korvettenkapitäna (komandora podporucznika) w 1889, nadzorował w brytyjskiej stoczni Palmers budowę i odbiór kanonierki torpedowej „Planet”, którą następnie dowodził w latach 1891–1892. W 1892 został wysłany na Daleki Wschód, gdzie przejął dowodzenie będącą w rejsie wokółziemskim fregatą „Fasana” i bezpiecznie doprowadził ją do kraju, unikając w drodze tajfunu. Awansowany do stopnia Fregattenkapitäna (komandora porucznika), został w 1894 nobilitowany, a w listopadzie następnego roku ponownie awansowany, do stopnia Linienschiffskapitäna (komandora). 
Od 1894 pełnił służbę w Departamencie Marynarki Cesarsko-Królewskiego Ministerstwa Wojny (Marinesektion der Kriegsministerium), osiągając stanowisko szefa Biura Operacyjnego. Podczas wojny amerykańsko-hiszpańskiej 1898 operował na Karaibach jako dowódca krążownika „Kaiserin und Königin Maria Theresia”, z misja ochrony interesów obywateli dualistycznej monarchii. Od 1899 pełnił funkcję komendanta arsenału w bazie morskiej w Poli, w 1901 awansował do stopnia kontradmirała, zaś w listopadzie 1902 otrzymał stanowisko przewodniczącego Komitetu Technicznego Marynarki. W międzyczasie dwukrotnie obejmował dowództwo eskadry szkolnej. Pod koniec 1905 został wiceadmirałem i dowódcą bazy morskiej w Poli. Podczas kryzysu wywołanego ogłoszeniem niepodległości Krety w 1908 dowodził międzynarodową eskadrą przeprowadzającą antyturecką demonstrację siły we wschodniej części Morza Śródziemnego. W 1911 otrzymał awans do stopnia admirała. W stan spoczynku odszedł 1 marca 1913.
Do końca życia podkreślał swój związek z polskością i rodzinnymi krakowskimi stronami. Zmarł 15 lipca 1914 w Wiedniu na zapalenie płuc. Został pochowany na Cmentarzu Centralnym. Był dwukrotnie żonaty: z Aleksandrą Lundquist, z którą miał syna i dwie córki oraz z Eugenią Simeons, wdową po komandorze Johannie Padevit'cie.

## Odznaczenia
Odznaczenia adm. Rippera to między innymi:
- Kawaler Orderu Korony Żelaznej I klasy
- Komandor Orderu Leopolda
- Krzyż Zasługi Wojskowej
- Medal Wojenny
- Medal Pamiątkowy Kampanii przeciwko Danii 1864
- Odznaka za Służbę Wojskową I klasy
- Medal Jubileuszowy Pamiątkowy dla Sił Zbrojnych i Żandarmerii
- Krzyż Jubileuszowy Wojskowy
- Oficer Orderu Zasługi (Toskania)
- Krzyż Wielki Zasługi Morskiej (Hiszpania)
- Kawaler Krzyża Wielkiego Orderu Korony Włoch (Włochy)
- Order Królewski Korony I klasy (Prusy)
- Order Orła Czerwonego II klasy (Prusy)
- Order Świętego Stanisława I klasy z gwiazdą (Imperium Rosyjskie)
- Komandor Orderu Miecza (Szwecja)